# FC Agro-Goliador Chisinau
El FC Agro-Goliador Chisinau fue un equipo de fútbol de Moldavia que jugó en la División Nacional de Moldavia, la primera división de fútbol en el país.

## Historia
Fue fundado el 5 de marzo de 1990 por Petru Efros en la capital Chisináu como el nombre Constructorul Chisinau durante el periodo de Disolución de la Unión Soviética. A mediados de 1992 cambia su nombre por el de Agro Chisinau y es uno de los equipos fundadores de la División Nacional de Moldavia en la que termina en décimo lugar.
En el verano de 2003 cambia su nombre por el de FC Agro-Goliador Chisinau, año en el que descienden de la División Nacional de Moldavia por primera vez luego de hacer solo 25 puntos en 28 partidos. En la siguiente temporada desciende de la Divizia A y desaparece.
El club jugó las 12 primeras temporadas de la División Nacional de Moldavia, en donde su mejor temporada fue la de 1995/96 en la que terminó en cuarto lugar, y a inicios del siglo XXI llegó tres veces a los cuartos de final de la Copa de Moldavia.

## Temporadas
| Temporada | Categoría | Pos. | J  | G  | E  | P  | GF | GC | Pts. | Copa |
| --------- | --------- | ---- | -- | -- | -- | -- | -- | -- | ---- | ---- |
| 1992–93   | 1D        | 10   | 30 | 10 | 5  | 15 | 45 | 46 | 25   |      |
| 1993–94   | 1D        | 8    | 30 | 10 | 6  | 14 | 40 | 53 | 26   |      |
| 1994–95   | 1D        | 8    | 26 | 8  | 6  | 12 | 24 | 37 | 30   |      |
| 1995–96   | 1D        | 4    | 30 | 19 | 6  | 5  | 60 | 27 | 63   | 1/16 |
| 1996–97   | 1D        | 11   | 30 | 11 | 3  | 16 | 53 | 47 | 36   | 1/16 |
| 1997–98   | 1D        | 9    | 26 | 10 | 3  | 13 | 27 | 35 | 33   |      |
| 1998–99   | 1D        | 8    | 24 | 4  | 9  | 11 | 15 | 31 | 21   | 1/16 |
| 1999-00   | 1D        | 7    | 36 | 10 | 10 | 16 | 36 | 56 | 40   | 1/16 |
| 2000–01   | 1D        | 6    | 28 | 6  | 7  | 15 | 26 | 47 | 25   | 1/16 |
| 2001–02   | 1D        | 6    | 28 | 8  | 5  | 15 | 25 | 38 | 29   | 1/4  |
| 2002–03   | 1D        | 6    | 24 | 4  | 8  | 12 | 13 | 33 | 22   | 1/4  |
| 2003–04   | 1D        | 8    | 28 | 1  | 2  | 25 | 14 | 66 | 5    | 1/4  |
| 2004–05   | 2D        | 15   | 30 | 5  | 2  | 23 | 17 | 56 | 17   |      |

## Jugadores

### Jugadores destacados
- Alexandru Guzun
- Yuri Gavrilov